# کریم (کالیفرنیا)
کریم (به انگلیسی: Kramm) یک منطقهٔ مسکونی در ایالات متحده آمریکا است که در شهرستان بیوت، کالیفرنیا واقع شده‌است. کریم ۱۲۷ متر بالاتر از سطح دریا واقع شده‌است.